# Carla Degenhardt
Carla Degenhardt (* 18. März 1963 in Buenos Aires, Argentinien) ist eine argentinisch-österreichische bildende Künstlerin.

## Leben und Werk
Carla Degenhardt studierte von 1981 bis 1986 an der Escuela Nacional de Bellas Artes Prilidiano Pueyrredón in Buenos Aires, wo sie mit einem Diplom für Malerei und Graphik abschloss. Später besuchte sie an der Akademie der bildenden Künste Wien die Meisterklassen für Malerei bei Arnulf Rainer (1990/1991) und für Bildhauerei bei Michelangelo Pistoletto (1994). Bei Beverly Piersol studierte sie 1991 an der Akademie für angewandte Kunst Wien. Die Künstlerin arbeitet in vielen Techniken, zum Beispiel Collage, Farbfotografie, Fotografie, Installation, Kontextuelle Kunst, Objektkunst, Performance und Video. Degenhardt schuf Illustrationen für Bücher von Franzobel und entwarf Bühnenbilder für das Landestheater Linz.
1989 erhielt die Künstlerin ein Stipendium des P.A.D., Heidelberg. 1993 und 1998 folgten Auslandsstipendien vom Bundesministerium für Bildung, Wissenschaft und Kultur für Ateliers in Paris und Rom. 1997 nahm Degenhardt am Whitney Museum of American Art Independent Study Program, New York teil. Sie ist in zahlreichen Museen und Sammlungen vertreten.
Carla Degenhardt lebt und arbeitet in Wien.

## Ausstellungen (Auswahl)

### Einzelausstellungen
- 2003: Carla Degenhardt. blinde taste, Öffentlicher Raum Wien, Wien
- 2011: Carla Degenhardt. Circe, Galerie Rimmer, Kunst Etagere mit Seeblick, Velden, Österreich

### Ausstellungsbeteiligungen
- 1993: 5 junge Künstlerinnen, ON Galerie Poznan, Polen
- 1998: Apasionado Apasionada, Galerie Steineck, Wien
- 1999: Galerie Lisi Hämmerle, Bregenz und Art Frankfurt, Frankfurt/Main
- 2001: Der ironische Blick, Landesgalerie Linz
- 2003: Taste 0-20. Schauen auf einen begrenzten Ort, Öffentlicher Raum Wien, Wien, Österreich und Webster University, Thomas K. Lang Gallery, Wien, Österreich
- 2003: Mimosen-Rosen-Herbstzeitlosen. Künstlerinnen. Positionen 1945 bis Heute, Kunsthalle Krems, Krems
- 2006: Realitäten III – Ausnahmesituationen, Fotogalerie Wien
- 2006: gefangene seelen – gefüllte schwänze, Deutschvilla, Strobl
- 2006: latin lobby, freiraum Q21, Wien
- 2007: go to hell money!, Denkraum Wien
- 2008: Telenovela, Akademie der bildenden Künste Wien, Wien
- 2011: Gehen in Bratislava, MAG3, Wien
- 2016: sightSEEING II, Fotoforum Braunau - Zeitgenössische Fotografie und Videokunst, Braunau am Inn
- 2016: art & function, Kunsthaus Mürzzuschlag, Mürzzuschlag
- 2016: nowhere, Cité Internationale des Arts Paris, Open Studio
- 2017: Walking through … Thessaloniki/Vienna, Künstlerhaus 1050, Wien und Museum of Byzantine Culture, Thessaloníki
- 2018: Subversive Imagination, Wien Museum MUSA, Wien
- 2018: Schilling, Mark, Dollar, Euro und ... Geld in der Kunst, Galerie im Traklhaus, Salzburg[1]
- 2019: Schwerpunkt Design II , Galerie im Traklhaus, Salzburg[2]
- 2019: Maske Rolle Metamorphose, Museum in der Fronfeste, Neumarkt am Wallersee[3]
- 2020: Grenze und Freiheit, Schloss Goldegg

### Bühnenbilder
- 1998 Nathans Dackel Uraufführung von Franzobel, Landestheater Linz.
- 2000 Volksoper Uraufführung von Franzobel, Landestheater Linz.
- 2001 Bernarda Albas Haus von Lorca, Landestheater Linz.

### Filmographie, Video, Performance
- 2000: Franzobel, Carla Degenhardt, EXPO 2000, Hannover, Deutschland
- 2004: heimat ist dort – wo mein bett steht?, Film von Barbara Unger-Wiplinger und Carla Degenhardt, "Erinnerungstheaterfestival", Wien und "Der neue Heimatfilm", Freistadt
- 2006: Carla Degenhardt. Leben hinter dem Balkon
- 2006: WEIL ICH EINE ÖSTERREICHERIN BIN ...,, Kunsthalle Wien[4]

## Auszeichnungen/Stipendien
- 1989: Stipendium des P.A.D., Heidelberg, Germany
- 1993: Stipendium des Bundesministerium für Unterricht und Kunst, Cité des Arts, Paris
- 1997: Whitney Museum Independent Study Program, New York
- 1998: Stipendium des Bundesministerium für Unterricht und Kunst, Rom

## Veröffentlichungen, Illustrationen
- 1994: RANKEN, Franzobel und Carla Degenhardt, Illustrationen von Carla Degenhardt, edition selene, Klagenfurt,  ISBN 978-3-85266-012-7.
- 2000: Sony Monster lebt, oder, Wie werde ich eine Videokünstlerin, Franzobel, Illustrationen von Carla Degenhardt, Ritterverlag, Wien, ISBN 3-85415-282-5.
- 2002: Mundial: Gebete an den Fussballgott, Franzobel, Fotoarbeiten von Carla Degenhardt, Literaturverlag Droschl, Graz, ISBN 978-3-85420-592-0.